# Црвулево
Црвулево или Цревулево је село у Републици Македонији. Налази се у општини Карбинци. Ово село је удаљено 16 km од града Штип. Налази се у подножју планине Плачковица, и на 3 km од познатог археолошког локалитета Баргала. Најближа суседна села су Аргулица (око 500 m) и Козјак (око 2 km). Кроз село протиче планинска река.